# Apteropeda orbiculata
Apteropeda orbiculata är en skalbaggsart som först beskrevs av Thomas Marsham 1802.  Apteropeda orbiculata ingår i släktet Apteropeda, och familjen bladbaggar. Arten har ej påträffats i Sverige.